# Paulinho Kobayashi
Paulo Ricardo Kobayashi, mais conhecido como Paulinho Kobayashi (Osasco, 9 de janeiro de 1970), é um treinador e ex-futebolista brasileiro que atuava como atacante. Atualmente está sem clube.

## Carreira como jogador

### Início
Kobayashi começou a carreira profissional em 1989, no São Caetano, onde chegou a jogar com o veterano Serginho Chulapa.
Sua fase de maior visibilidade foi em 1994, quando defendeu o Santos FC.
Em 1995, foi contratado pelo Clube Atlético Paranaense, mas quatro meses depois o clube paranaense vendeu o passe do jogador para o Rio Branco Esporte Clube.

### América de Natal
Em 1998, pelo América de Natal, teve atuação destacada na Copa do Nordeste, sendo artilheiro da competição e vencendo na final o Vitória de Petković, por 3 a 1. Na campanha vitoriosa, marcou três gols na goleada do América por 4 a 0 sobre o ABC, em 26 de março de 1998, sendo um dos gols marcado do meio de campo.

### Clubes pela Grécia
De 1998 a 2003, o atleta jogou na Grécia, onde atuou por três clubes: Iraklis Thessaloniki, Panachaiki e AEK Atenas.

### Retorno ao Brasil
Retornou ao futebol brasileiro em 2004, para defender o Villa Nova.
Em 2007, foi anunciado como grande reforço do Brasiliense para a disputa da Série B do Campeonato Brasileiro.
Em 2008, atuou pelo CRAC.
Em 2009, encerrou a carreira como futebolista no Bragantino, aos 39 anos de idade.

## Carreira como treinador

### Início
Ainda em 2009, tornou-se auxiliar-técnico no Bahia, que na época era comandado por Alexandre Gallo.

### Portuguesa Santista
Em 26 de março de 2010, assumiu, pela primeira vez na carreira, o cargo de treinador, com a missão de impedir o rebaixamento da Portuguesa Santista na Série A3 do Campeonato Paulista. Embora o time não tenha conseguido se manter na série, a atuação do técnico foi elogiada. Foram três vitórias em quatro jogos.

### Francana
Em 3 de agosto de 2010, foi anunciado o seu contrato como treinador da Francana.

### Taquaritinga
Em 2011, foi contratado pelo Taquaritinga. Após derrota para o Osvaldo Cruz, Kobayashi pediu demissão e deixou o comando técnico da equipe. Em sete jogos ele perdeu três partidas, empatou duas e venceu apenas uma.

### Jabaquara
Em novembro de 2011, Kobayashi foi anunciado como treinador do Jabaquara, tradicional time paulista da cidade de Santos para a disputa da Segunda Divisão Paulista (que, na prática, equivale à quarta).

### Santacruzense
Em fevereiro de 2013, foi contratado como novo técnico da Santacruzense, da cidade de Santa Cruz do Rio Pardo, que disputa a Série A2 do Campeonato Paulista.

### Penapolense
No início de 2015 esteve na equipe do Penapolense, passou a ser auxiliar técnico de PC Gusmão, durante o Paulistão 2015 e após a competição foi elevado como treinador dessa equipe. Kobayashi acabou sendo demitido do comando técnico do Penapolense no dia 25 de fevereiro de 2016, pois não teve um começo regular no Campeonato Paulista A2.

### São José e Altos
Em dezembro de 2016, após finalizar o curso na CBF, Kobayashi acertou com o São José-MA, para comandar o clube maranhense no Campeonato Estadual em 2017. Após conseguir o grande feito que foi levar o São José-MA à semifinais do Maranhense, Kobayashi acertou com o Altos-PI, para o decorrer da temporada, onde sagrou-se campeão da Taça Teresina e no estadual, classificando o clube para a Série D de 2018, Copa do Brasil e Copa do Nordeste.

### Imperatriz
Em 13 de outubro de 2017, foi confirmado como novo treinador do Imperatriz-MA, para 2018.

### Retorno ao Altos
Em fevereiro de 2018, após uma passagem pelo River-PI, Kobayashi acertou seu retorno ao Altos. Durante a segunda passagem, levou o clube piauiense ao seu bicampeonato estadual daquele ano.

### Floresta
No dia 14 de novembro, foi confirmado sua contratação pelo Floresta para a disputa do Campeonato Cearense e do  Brasileiro da Série D do ano seguinte.

### Retorno ao Imperatriz
Em 28 de maio de 2019, assumiu novamente o comando da equipe do Imperatriz, disputando o Brasileirão Série C.
Em agosto de 2020, pediu demissão do clube.

### América de Natal
Em 1 de setembro de 2020, assumiu o América-RN, no lugar de Roberto Fernandes. A estreia aconteceu no empate por 1 a 1 com o ABC, na decisão do segundo turno do Campeonato Potiguar, resultado que deu o título estadual ao rival.
Dois dias após a eliminação na Série D do Campeonato Brasileiro, deixou o clube, em janeiro de 2021.

### River-PI
Em maio, entrega o cargo à diretoria do River-PI.

### Nova passagem no Altos
Em agosto de 2021, assume como técnico do Altos para a Série C do Brasileiro.

### Ferroviário
Em fevereiro de 2022, assume o Ferroviário. No mês seguinte, após seis partidas e a eliminação no Cearense, deixou o clube.

### Moto Club
Em agosto de 2022, assume o Moto Club na disputa da Copa FMF.

### Retorno ao Ferroviário
Começou a segunda passagem pelo Ferroviário em fevereiro. Chegou à semifinal do Campeonato Cearense, foi até a segunda fase da Copa do Brasil, parou nas quartas de final da Copa do Nordeste e foi vice-campeão da Copa Fares Lopes.
Com Kobayashi, o Ferrão fez uma ótima campanha na Série D e conseguiu o acesso para Série C invicto e com a melhor campanha da competição. Na final, venceu a Ferroviária e ficou com o título. Pelo clube, teve 28 vitórias, 17 empates e apenas 8 derrotas.

### Ferroviário
Em 07 de maio de 2024 foi contratado pelo ABC para comandar o clube na Série C.

## Títulos

### Como jogador
São Caetano
- Campeonato Paulista de Futebol - Série A3: 1991

América de Natal
- Copa do Nordeste: 1998

### Como treinador
Altos
- Campeonato Piauiense: 2017

Ferroviário
- Campeonato Brasileiro - Série D: 2023[36]

### Prêmios individuais
- Melhor treinador do ano no futebol cearense: 2023[39]